# Madhyamaka
Madhyamaka (Sanskrit, m., मध्यमक, madhyamaka, »Mittlerer Weg« zwischen Bejahung und Verneinung) ist die Bezeichnung einer Philosophenschule des Mahāyāna-Buddhismus.
Sie ist eine Gründung des indischen Philosophen Nāgārjuna, der im 2. Jahrhundert lebte.
Im Zentrum der Madhyamaka-Philosophie steht die Lehre von der »Leerheit« (skt. śūnyatā), d. h. der allen Dingen eigenen Irrealität als einziger Wirklichkeit.
»Nicht aus sich selbst, nicht aus einem anderen, nicht aus beidem, und nicht ohne Ursache sind irgendwelche Dinge irgendwo und irgendwann entstanden«, lehrt Nāgārjuna im 1. Kapitel seiner »Grundlegenden Merkverse des Mittleren Weges« (Mūlamadhyamakakārikā).
Die Welt und ihre Erscheinungen sind nicht, da sie immer nur aus verursachenden und selbst wesenlosen Bedingungen (pratītyasamutpādaḥ) oder Voraussetzungen hervorgehen und folglich kein eigenständiges Sein in sich tragen.
Die Dinge sind ohne Eigennatur (ohne inhärente Existenz) (svabhāvatā); sie sind letztlich leer (śūnya).
Die Leere (śūnyatā) ist aber kein Nichts, denn ein angenommenes Nichts wäre ja auch ein Etwas und somit als ein Sein zu qualifizieren.
Somit gibt es weder Sein noch Nichtsein, sondern nur die allen Phänomenen zugrunde liegende Leerheit.
Die Madhyamaka-Schule wurde zusammen mit der anderen großen Philosophenschule des Vijñānavāda zur Grundlage des philosophischen Denkens des Mahāyāna. Als Lehrrichtung formierte sie sich auch in China (hier Sānlùn genannt) und in Japan (hier Sanron genannt).
Ab dem 9. Jahrhundert wurde mit der Übertragung des Mahāyāna und Vajrayāna nach Tibet die Madhyamaka-Lehre (tib.: dbu ma) und besonders die Prasaṅgika-Madhyamaka-Lehre (tib.: dbu ma thal 'gyur) philosophische Grundlage des tibetischen Buddhismus.
Die Anhänger der Madhyamaka-Schule werden Mādhyamikas genannt.